# Romandola-Madonna del Ponte
Romandola-Madonna del Ponte is een plaats (frazione) in de Italiaanse gemeente Campagna (SA).